# Lijst van voetbalinterlands Azerbeidzjan - Estland (vrouwen)
Deze lijst van voetbalinterlands is een overzicht van alle officiële voetbalinterlands tussen de nationale vrouwenteams van Azerbeidzjan en Estland. De landen hebben tot nu toe drie keer tegen elkaar gespeeld.

## Wedstrijden
| № | Plaats    | Datum            | Competitie           | Wedstrijd              | Uitslag |
| - | --------- | ---------------- | -------------------- | ---------------------- | ------- |
| 1 | Mogoșoaia | 20 november 2006 | EK 2009 kwalificatie | Azerbeidzjan − Estland | 3 − 2   |
| 2 | Bakoe     | 3 april 2019     | Vriendschappelijk    | Azerbeidzjan − Estland | 0 − 1   |
| 3 | Bakoe     | 6 april 2019     | Vriendschappelijk    | Azerbeidzjan − Estland | 0 − 0   |

## Samenvatting
| Competitie        | Totaal gespeeld | Winst Azerbeidzjan | Gelijk | Winst Estland | Doelsaldo Azerbeidzjan – Estland |
| ----------------- | --------------- | ------------------ | ------ | ------------- | -------------------------------- |
| EK-kwalificatie   | 1               | 1                  | 0      | 0             | 3 − 2                            |
| Vriendschappelijk | 2               | 0                  | 1      | 1             | 0 − 1                            |
| Totaal            | 3               | 1                  | 1      | 1             | 3 − 3                            |